# Diana Gabaldon

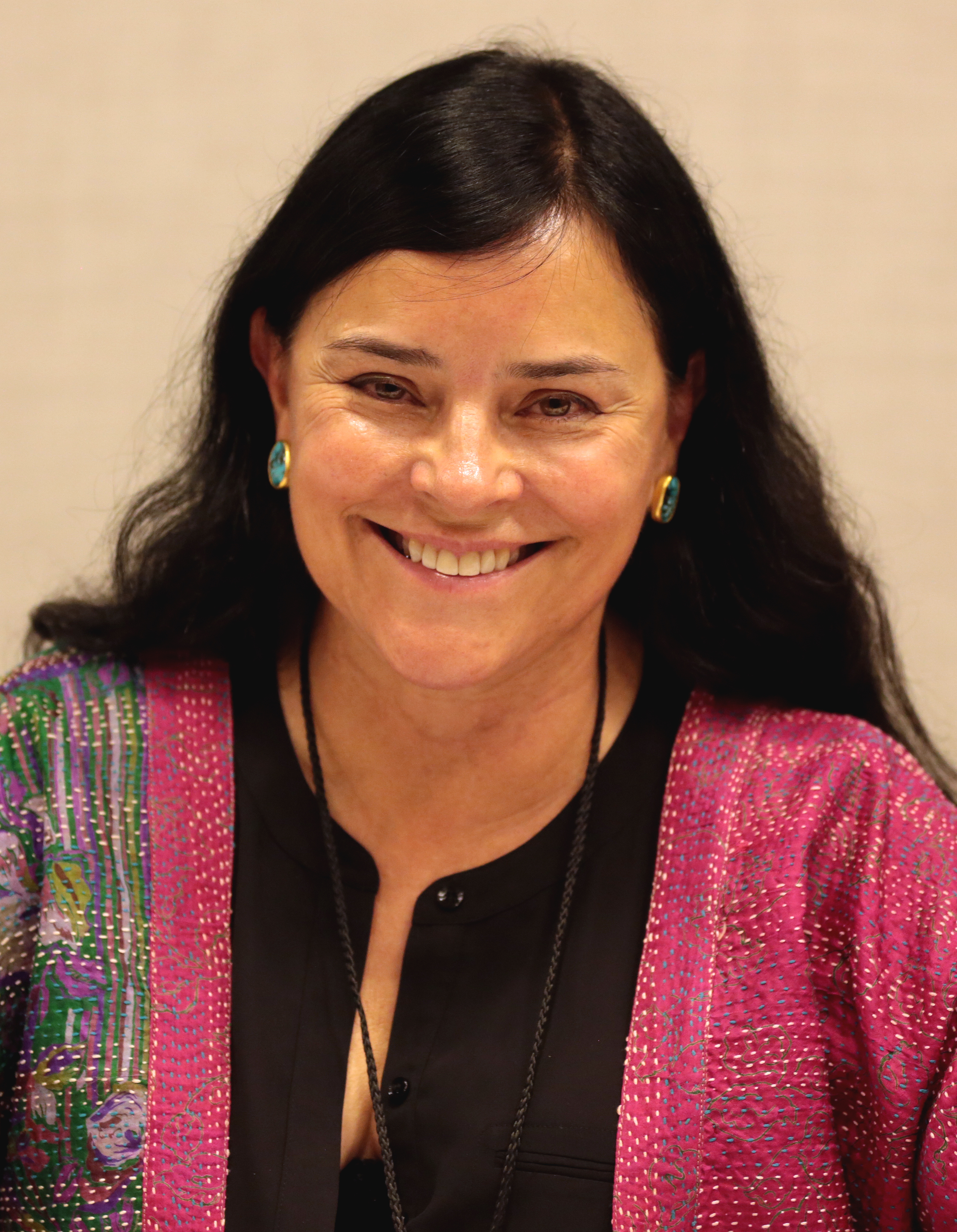
Diana Gabaldon (2017)

Diana J. Gabaldon (* 11. Januar 1952 in Williams, Arizona) ist eine US-amerikanische Autorin. Bekannt wurde sie vor allem durch die Romanserie Highland-Saga. Diese ist Grundlage für die Fernsehserie Outlander von Ronald D. Moore.

## Leben
Diana Gabaldon ist die Enkelin von Stanley Sykes, der das Teleskop baute, mit dem Pluto entdeckt wurde. Sie wuchs in Flagstaff (Arizona) auf und studierte Zoologie an der Northern Arizona University. Später wechselte sie an die Scripps Institution of Oceanography der University of California, San Diego, wo sie den Master of Science in Tiefseebiologie erreichte. Sie wurde zur Honorarprofessorin in quantitativer Verhaltensökologie berufen. Gleichzeitig war Gabaldon als freiberufliche Autorin tätig, unter anderem für die Zeitschrift Byte. Außerdem gründete sie die wissenschaftliche Fachzeitschrift Science Software Quarterly, in der Tests von Software für den IBM Personal Computer und Apple Macintosh erschienen. Mitte der 1980er Jahre beschäftigte sich Diana Gabaldon mit Compuserve und wurde dort Mitglied eines Diskussionsforums zum Thema Literatur, wo sie 1987 auch Teile ihres ersten Romans Outlander veröffentlichte.
Offiziell erschien Outlander (deutsch Feuer und Stein) erst 1991, es folgten Dragonfly in Amber und Voyager. Der zuletzt genannte Roman erreichte auf Anhieb den Status eines New-York-Times-Bestsellers. Sämtliche Werke sind Teil der sogenannten Highland-Saga, in der die britische Krankenschwester Claire ins 18. Jahrhundert versetzt wird. Sie verliebt sich in den Highlander Jamie und erlebt zahlreiche historische Ereignisse, etwa den Zweiten Jakobitenaufstand. Insgesamt sind bis heute neun Bände in der Reihe erschienen, Üblicherweise veröffentlicht Diana Gabaldon alle vier bis fünf Jahre einen neuen Band der Highland-Saga. Darüber hinaus begann sie mit der sogenannten Lord-John-Saga eine weitere Reihe, in deren Zentrum ein Soldat der British Army steht, der in den Highland-Romanen bereits als Nebenfigur auftauchte.
2006 erhielt Gabaldon den Literaturpreis Quill Book Award in der Kategorie Science Fiction, Fantasy und Horror für A Breath of Snow and Ashes (deutsch Ein Hauch von Schnee und Asche). Ferner war Down These Strange Streets als beste Kurzgeschichte für den Edgar Allan Poe Award 2012 nominiert. Mit Ein Schatten von Verrat und Liebe gewann sie 2014 den LovelyBooks Leserpreis in der Kategorie Historischer Roman.
Am 5. Februar 2024 wurde ein Asteroid nach ihr benannt: (28890) Gabaldon.
Diana Gabaldon lebt mit ihrem Mann in Scottsdale/Arizona und hat drei erwachsene Kinder.

## Werke

### Highland-Saga

#### Romane
1. Feuer und Stein. Blanvalet, München 1995 (Originaltitel: Outlander, übersetzt von Elfriede Fuchs und Maya Ubik), ISBN 3-7645-0697-0.
2. Die geliehene Zeit. Blanvalet, München 1996 (Originaltitel: Dragonfly in Amber, übersetzt von Sonja Schumacher), ISBN 3-7645-0702-0.
3. Ferne Ufer. Blanvalet, München 1997 (Originaltitel: Voyager, übersetzt von Petra Hrabak), ISBN 3-7645-0727-6.
4. Der Ruf der Trommel. Blanvalet, München 1998 (Originaltitel: Drums of Autumn, übersetzt von Barbara Schnell), ISBN 3-7645-0046-8.
5. Das flammende Kreuz. Blanvalet, München 2002 (Originaltitel: The Fiery Cross, übersetzt von Barbara Schnell), ISBN 3-7645-0056-5. (Platz 1 der Spiegel-Bestsellerliste vom 19. August bis zum 20. Oktober 2002)
6. Ein Hauch von Schnee und Asche. Blanvalet, München 2005 (Originaltitel: A Breath of Snow and Ashes, übersetzt von Barbara Schnell), ISBN 3-7645-0057-3. (Platz 1 der Spiegel-Bestsellerliste vom 19. September bis zum 9. Oktober 2005)
7. Echo der Hoffnung. Blanvalet, München 2009 (Originaltitel: An Echo in the Bone, übersetzt von Barbara Schnell), ISBN 978-3-7645-0303-1.
8. Ein Schatten von Verrat und Liebe. Blanvalet, München 2014 (Originaltitel: Written in My Own Heart’s Blood, übersetzt von Barbara Schnell), ISBN 978-3-7645-0304-8. (Platz 1 der Spiegel-Bestsellerliste vom 4. bis zum 17. August 2014)
9. Das Schwärmen von tausend Bienen. Knaur, 2021 (Originaltitel: Go Tell the Bees that I am Gone, übersetzt von Barbara Schnell), ISBN 978-3-426-65374-6. (Platz 1 der Spiegel-Bestsellerliste vom 4. bis zum 10. Dezember 2021)

#### Graphic Novel
- Feuer und Stein: Eine Liebe in den Highlands. Blanvalet, München 2011 (Originaltitel: The Exile: An Outlander Graphic Novel, übersetzt von Barbara Schnell), ISBN 978-3-7645-0422-9.

#### Begleitbücher
- Der magische Steinkreis. (Das große Kompendium zur Highland-Saga.) Blanvalet, München 2000 (Originaltitel: The Outlandish Companion, übersetzt von Barbara Schnell), ISBN 3-7645-0102-2.

#### Verfilmung
- Outlander. US-amerikanische Fernsehserie seit 2014.[15][16]

### Lord-John-Saga

#### Romane
- Das Meer der Lügen. Blanvalet, München 2005 (Originaltitel: Lord John and the Private Matter, übersetzt von Barbara Schnell), ISBN 3-442-36264-4.
- Die Sünde der Brüder. Blanvalet, München 2009 (Originaltitel: Lord John and the Brotherhood of the Blade, übersetzt von Barbara Schnell), ISBN 978-3-442-37135-8.
- Die Fackeln der Freiheit. Blanvalet, München 2012 (Originaltitel: Lord John and the Scottish Prisoner, übersetzt von Barbara Schnell), ISBN 978-3-7645-0177-8.

#### Novellen
- Die Hand des Teufels. 3 Lord-John-Romane. Blanvalet, München 2006 (Originaltitel: Lord John and the Hand of Devils, übersetzt von Barbara Schnell), ISBN 3-442-36561-9.
  - Lord John und die Flammen der Hölle (Lord John and the Hellfire Club)
  - Lord John und der magische Pakt (Lord John and the Succubus)
  - Lord John und der Geistersoldat (Lord John and the Haunted Soldier)
- Zeit der Stürme. Blanvalet, München 2013 (Originaltitel: The Trail of Fire, übersetzt von Barbara Schnell), ISBN 978-3-442-38001-5.